# Diakonie Středisko celostátních programů a služeb
Středisko celostátních programů a služeb patří mezi jedno ze středisek Diakonie ČCE. Mezi jeho cílové klienty patří senioři, dospělí a děti s různými druhy postižení, migranti, lidé vykořisťovaní na trhu práce a lidé, kteří nezvládají svou agresi ve vztazích . Středisko sídlí v Praze, jeho služby mají ale celorepublikovou působnost.

## Služby střediska
V současné době poskytuje středisko 6 sociálních služeb a programů:
- Středisko pro zrakově postižené – sociální a pastorační služba pro lidi se zrakovým a kombinovaným postižením, středisko provozuje zvukovou, braillskou a digitální knihovnu především z oblasti křesťanské literatury; středisko pořádá také různé druhy setkávání lidí se zrakovým postižením.
- SAS Lifetool – sociálně aktivizační služba pro lidi se zdravotním postižením a pro seniory. Lifetool nabízí různé speciální pomůcky pro alternativní a augumentativní komunikaci a pro práci s počítačem pro lidi s postižením, pořádá školení pro seniory v oblasti používání nových informačních technologií a se seniory pracuje také metodou reminiscence.
- Krizovou pomoc a azylový dům – program pomáhá obětem obchodu s lidmi, pracovního vykořisťování, komerčního zneužívání i obětem trestné činnosti. Středisko za tímto účelem provozuje azylový dům na utajené adrese pro muže, ženy a páry. Nabízí také krizovou pomoc přímo v terénu. Klientům je poskytována podpora při vyřizování dokladů, doprovod na úřady, materiální pomoc či právní poradenství.
- Program práce s migranty – ve středisku pracují s azylanty i s migranty, kteří chtějí najít v české společnosti nový život. Prostřednictvím projektu DOMA jsou cizinci zapojování do běžného života v místní komunitě, především ve spolupráci se členy místních evangelických sborů a různých dobrovolníků. Pracovníci rovněž organizují různé přednášky, besedy, výlety a workshopy. V programu DOMA je klientům nabízena i pomoc s hledáním uplatnění na českém trhu práce.
- Raná péče Diakonie – sociální služba, která působí v Praze, Středočeském, Plzeňském a Ústeckém kraji je poskytována rodinám s dětmi se speciálními potřebami a se zjištěním rizika ve vývoji. Tato terénní služba je pro děti ve věku 0 až 7 let. Služba pomáhá rodině nalézt vnitřní zdroje, které jim umožňují vychovávat dítě v přirozeném prostředí a v co největší míře zachovat dosavadní způsob života.
- Program Stop násilí  – terapeutický program nabízí pomoc všem, kteří mají problém se zvládáním své agrese ve vztazích. Program nabízí terapie individuální, individuální probační, skupinové, párové, terapie v rámci přestupkového řízení a také teen terapie pro mladistvé od 12 do 18 let. Součástí programu je i každoroční osvětová sportovní akce Běh proti násilí v pražské Oboře Hvězda.